# Prix Pictet
Le prix Pictet est un prix photographique créé en 2008, décerné chaque année pour récompenser un photographe pour un travail consacré au thème du développement durable, qui contribue, grâce aux questions qu’il pose, à nourrir le débat social et environnemental.
Financé par la banque suisse Groupe Pictet, c'est le premier prix photographique consacré au développement durable au monde. Il a une mission extrêmement ambitieuse – celle d'utiliser le pouvoir de la photographie pour communiquer des messages d'une importance capitale à un public mondial ; affronter les défis sociaux et environnementaux du nouveau millénaire grâce à des œuvres d’art de premier plan. La compétition, développée en partenariat avec le Financial Times, est arbitrée par un jury indépendant, et dotée d’une récompense de 100 000 francs suisses (85 000 euros).

## Déroulement
L'entrée dans la compétition se fait par nomination. Le prix bénéficie de l'expertise et les conseils de 76 experts renommés issus des mondes des beaux-arts et des médias, qui font office de « sélectionneurs ». Une fois la nomination transmise par l'administration du prix, il est demandé à chaque artiste nommé de fournir une série de photographies cohérente et limitée à un maximum de 10 images, dans le cadre du thème annuel. Dans le cas où un photographe est nommé pour plusieurs séries, celui-ci est invité à sélectionner la série qui sera soumise au jury.
Le jury du prix Pictet, composé d’experts de renommée mondiale, est présidé par Francis Hodgson, chef du service Photographie chez Sotheby's. Dans cette recherche d'images photographies, le sujet n’est pas précisément défini, tout comme les moyens techniques utilisés. Les juges sont simplement à la recherche de contributions originales qui, selon eux, utilisera au mieux les ressources de la photographie pour communiquer les problèmes posés par le thème annuel. Une fois les finalistes sélectionnée, ceux-ci sont contactés par l’administration du prix et invités à fournir leurs travaux pour une exposition qui a lieu chaque année à Paris, au mois d’octobre. L’un des finalistes est invité à honorer une commande de reportage documentant un projet de développement durable financé par Pictet. La décision finale sur l’attribution de cette commande est prise par les Associés du groupe Pictet.

## Historique
L'édition inaugurale du prix Pictet eut lieu en 2008. Kofi Annan, prix Nobel de la Paix et ancien Secrétaire Général de l'Organisation des Nations unies est le président honoraire du prix. Chaque année a lieu une tournée de l’exposition du prix Pictet, et un livre est publié pour l’accompagner.
Le thème de l’édition 2008 du prix était « L’eau ». Les 49 sélectionneurs choisirent 200 photographes venus de 43 pays. 18 photographes parmi les plus talentueux du monde furent sélectionnés en tant que finalistes. Leurs travaux furent exposés au palais de Tokyo à Paris du 31 octobre au 8 novembre 2008.
Les finalistes : Benoit Aquin, Edward Burtynsky, Jesus Abad Colorado, Thomas Joshua Cooper, Sebastian Copeland, Christian Cravo, Lynn Davis, Reza Deghati, Susan Derges, Malcolm Hutcheson, Chris Jordan, Carl De Keyzer, David Maisel, Mary Mattingly, Robert Polidori, Roman Signer, Jules Spinatsch, Munem Wasif
Le jury de l'édition 2008 était présidé par Francis Hodgson, chef du département Photographie chez Sotheby's à Londres; Peter Aspden, rédacteur Arts au Financial Times; Régis Durand, écrivain, critique et conservateur; Leo Johnson, cofondateur de Sustainable Finance; Abbas Kiarostami, réalisateur, scénariste, et producteur iranien; Richard Misrach, photographe/ artiste plasticn; Loa Haagen Pictet, consultant en art et conservatrice, Banque Pictet & Cie SA.
Le nom du lauréat de cette édition inaugurale du prix Pictet fut annoncé par Kofi Annan, président honoraire du prix Pictet, lors d’une cérémonie au Palais de Tokyo à Paris le 30 octobre 2008. Le photographe québécois Benoît Aquin a remporté la compétition pour sa série de photographies “The Chinese Dust Bowl”, qui traite de la désertification en Chine.
Une sélection des images de liste des candidats sélectionnés au prix Pictet 2008 fut d’abord exposée au Dubaï International Financial Centre (DIFC), du 9 au 27 novembre 2008. Une sélection de 50 œuvres des finalistes fut également exposée au Musée de Photographie de Thessalonique, dans le cadre de l’exposition « Water – Currents » de décembre 2008 à fin mars 2009. L’exposition attira plus de 15000 visiteurs. La tournée mondiale du prix Pictet 2008 passa également par The Rotunda, Hong Kong, du 12 au 19 mars 2009, par l’Université technique d’Eindhoven en avril 2009 et par le Kempinski Hotel de Dresde, fin avril 2009, au côté d’une autre exposition présentant le travail du vainqueur de la commande du prix Pictet 2008, Munem Wasif, au Dresdner Residenzschlos.
Le thème du prix Pictet 2009 est « La Terre ». Plus de 300 photographes furent nommés par les sélectionneurs. Les travaux sélectionnés parlent des conséquences néfastes et souvent irréversibles de l’exploitation des ressources naturelles, et donnent à réfléchir sur l’impact immédiat et à long-terme du développement sur les communautés de la planète, lorsqu’il s’effectue sans respect de l’environnement.
Les candidats au prix Pictet 2009 furent départagés par un jury d'experts, présidé par le critique de photographie du Financial Times et ancien chef du département photographie chez Sotheby's Francis Hodgson. Les autres membres du jury sont Loa Haagen Pictet, consultante en art chez Pictet & Cie; Jan Dalley, rédacteur Arts du Financial Times; Benoit Aquin, lauréat du prix Pictet 2008; le Professeur Sir David King, directeur de la Smith School of Enterprise and Environment, à l'Université d’Oxford et ancien conseiller scientifique en chef du gouvernement britannique ; et Fumio Nanjo, directeur du Mori Art Museum de Tokyo.
La liste des douze finalistes fut annoncée le 9 juillet 2009 lors des Rencontres d’Arles : Darren Almond, Christopher Anderson, Sammy Baloji, Edward Burtynsky, Andreas Gursky, Naoya Hatakeyama, Nadav Kander, Ed Kashi, Abbas Kowsari, Yao Lu, Edgar Martins, Chris Steele-Perkins.
Leurs travaux ont été exposés en avant-première du 5 au 7 octobre à Londres, du 24 au 29 septembre à Genève, et au Passage de Retz à Paris du 23 octobre au 24 novembre 2009.
Le prix Pictet a collaboré avec la FIAC (22 - 25 octobre 2009), la foire parisienne d’art moderne et contemporain, et Paris Photo, l’évènement majeur de la photographie mondiale (19 - 22 novembre). Les travaux sélectionnés au prix Pictet effectueront ensuite une tournée mondiale (fin 2009 – début 2010). La tournée passera notamment par le Musée de Photographie de Thessalonique, la Empty Quarter Gallery de Dubaï et l’Université technique d’Eindhoven. L’administration du prix Pictet étudie actuellement des propositions venues de plusieurs des galeries les plus prestigieuses de la planète.

## Lauréats
- 2008 : Benoit Aquin ( Canada), pour sa série « The Chinese Dust Bowl » documentant la transformation de terres cultivables en sable en Chine[7] ;
- 2009 : Nadav Kander ( Israël), pour sa série « Yangtsé, la série du long fleuve, 2006-07 », qui documente les mutations effrénées des paysages et des communautés le long du fleuve chinois du Yangtsé, de la source à l'’embouchure ;
- 2011 : Mitch Epstein ( États-Unis) pour son travail American Power
- 2012 : Luc Delahaye ( France)[8].
- 2014 : Michael Schmidt ( Allemagne)
- 2015 : Valérie Belin ( France)[9]
- 2017 : Richard Mosse ( Irlande)[10], pour sa série « Heat Maps », 2016-2017, sur les camps de réfugiés en Europe, photographiés avec une caméra thermique telle que celles utilisées par les militaires.
- 2019 : Joana Choumali pour Ça va aller[11]
- 2021 : Sally Mann pour Blackwater
- 2022 : Gauri Gill pour Notes from the desert

## Livres
- Water, publié par teNeus présente l’évolution et le développement du prix Pictet 2008, associant textes et images afin de communiquer le message du prix sur le problème du développement durable. Le livre présente les travaux des 18 artistes sélectionnés, ainsi qu’une sélection de photographies d’autres artistes nommés. Préfacé par Kofi Annan, président honoraire du prix Pictet, le livre comprend également des textes de Francis Hodgson et Steven Barber, expliquant l’inspiration et l’ambition du prix.
- Earth, un livre basé sur le thème du prix Pictet 2009, est édité et distribué par teNeues. Earth compile les travaux des photographes sélectionnés et de puissantes images produites par plusieurs autres nommés. Les bénéfices issus de la vente du livre seront utilisés pour financer la commande prix Pictet. Le livre, préfacé par Kofi Annan, président honoraire du prix Pictet, sera en vente en librairie et dans des galeries d’art, dans le monde entier.

## Commandes du prix Pictet
- En 2008, la commande du prix Pictet fit équipe avec WaterAid, une organisation caritative britannique ayant pour objectif de permettre aux populations les plus pauvres de la planète d’avoir accès à l’eau potable, aux installations sanitaires et à une éducation à l’hygiène. Matérialisant cette collaboration, le photographe Munem Wasif fut invité à honorer une commande de reportage photographique dans la région de Satkhira, dans le sud-ouest du Bangladesh, où WaterAid était sur le point d’installer l’eau potable et des installations sanitaires. Cette commande lui permit d’accéder à des zones ignorées de son pays natal, qui souffrent d’une pénurie d’eau aux effets dévastateurs. Le résultat en fut une série de photographies très puissantes, "Salt Water Tears: Lives Left Behind in Satkhira, Bangladesh", qui parlent de la tragédie humaine qui se joue chaque jour dans la région.
- Pour l'édition 2009, Pictet apporte son soutien au travail effectué par Azafady à Madagascar. Azafady est une organisation caritative pionnière, qui travaille en partenariat avec les communautés défavorisées de l’île afin d’améliorer leurs conditions et leur qualité de vie, en cohabitation avec leur environnement unique et fragile. L’artiste sélectionné, le photographe américain Ed Kashi, visitera Madagascar dans le but de produire une série de photographies documentant les projets d’Azafady et les phénomènes de déforestation et de désertification à Madagascar. Ces images seront ensuite exposées à Londres début 2010.